# Zuzana Matoušová
Zuzana Matoušová (1990) è un'ex sciatrice alpina ceca.

## Biografia
Attiva in gare FIS dal gennaio del 2006, la Matoušová non ha esordito in Coppa del Mondo o in Coppa Europa né ha preso parte a rassegne olimpiche o iridate. Si è ritirata durante la stagione 2015-2016 e la sua ultima gara in carriera è stata uno slalom speciale citizen disputato il 7 febbraio a Misecky, chiuso dalla Matoušová al 4º posto.

## Palmarès

### Campionati cechi
- 2 medaglie:
  - 2 bronzi (supergigante, supercombinata nel 2011)